# Rue David-d'Angers
La rue David-d'Angers est une voie située dans le quartier d'Amérique du 19e arrondissement de Paris.

## Situation et accès

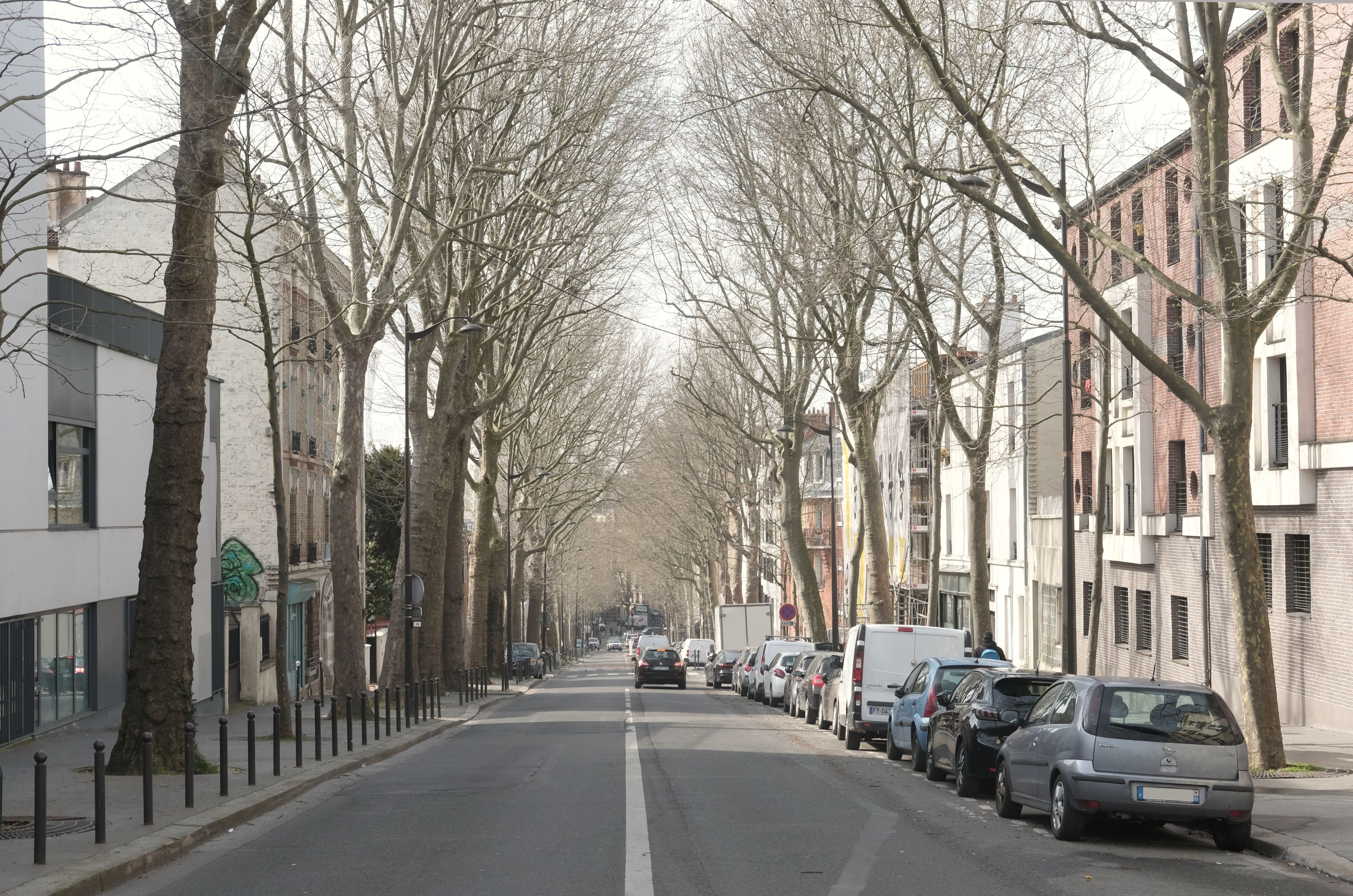
Rue David-d'Angers en 2024.

La rue David-d'Angers est accessible par la ligne de métro 7 bis à la station Danube.

## Origine du nom
La rue porte le nom du statuaire français Pierre Jean David d'Angers (1789-1856).

## Historique
La rue est ouverte le 20 mai 1875 après un accord pour son percement entre la ville de Paris et la Compagnie des marchés aux chevaux et à fourrages, propriétaire des terrains et prend sa dénomination actuelle par un décret du 10 novembre 1877.

Lotissement du quartier entre 1861 et 1899
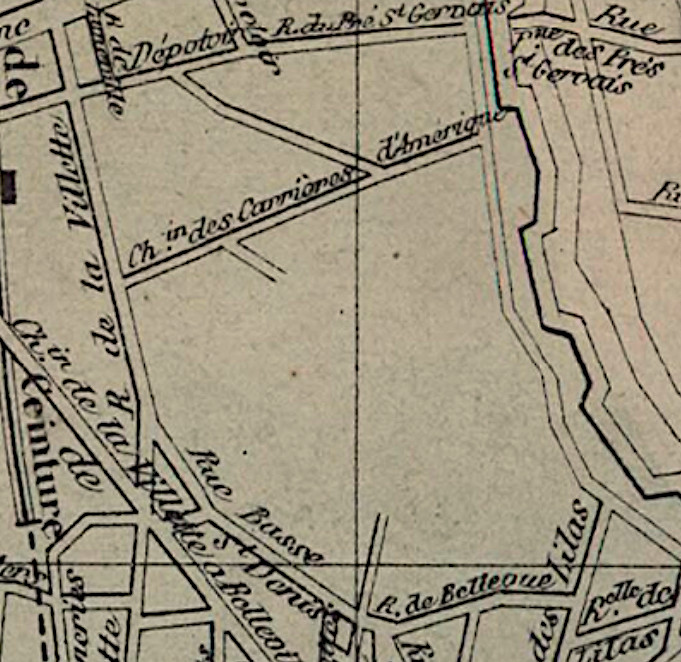
En 1861.
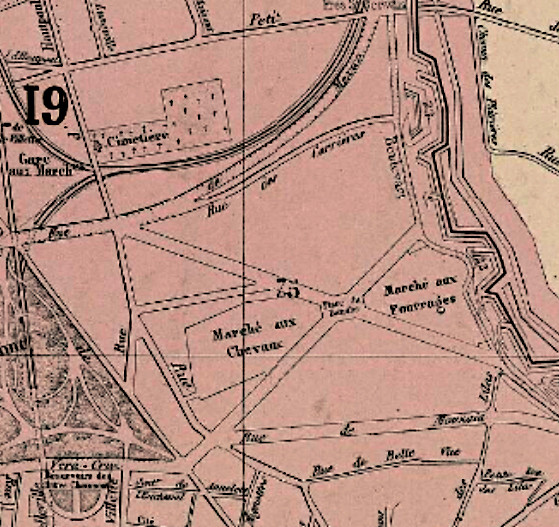
En 1878.
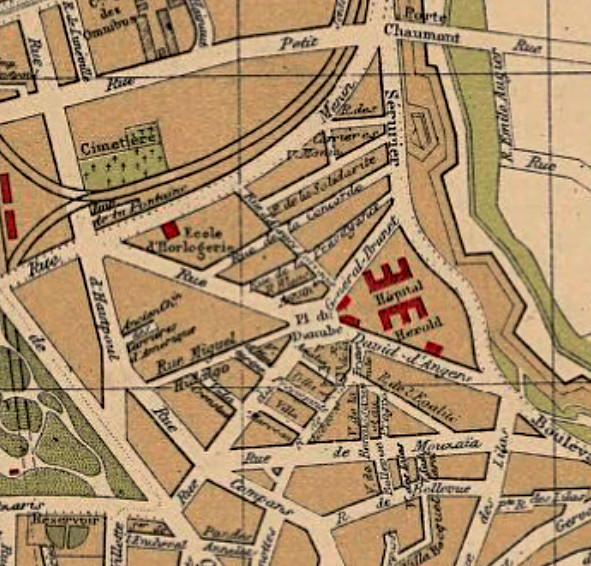
En 1899.

En juillet 1914, les architectes André Arfvidson et Joseph Bassompierre (1871-1950) remportent le concours ouvert en 1912 pour la construction d'un ensemble d'habitations à bon marché (HBM) devant s'élever dans la rue.

## Bâtiments remarquables et lieux de mémoire
- Au no 6, la piscine Georges-Hermant.
- Depuis 1989, le peintre espagnol Miquel Barceló a son atelier parisien dans cette rue[2].
- Au no 12 se trouve la villa des Sizerins (voie privée).
- Au no 16 se trouve la villa des Aigrettes (voie privée).
- Au no 37, Jean Dettweiller, membre de la bande à Bonnot y demeure en 1908.
- Au no 61, le Lycée Diderot
- Au no 68, le siège du Libre Journal de la France courtoise[3].